# Sbor dobrovolných hasičů Zalužany
SDH Zalužany (jinak také Sbor dobrovolných hasičů Zalužany) byl založen roku 1881. K roku 2017 měl tento sbor celkem 118 členů z toho 26 mladých hasičů a 21 členů bylo zároveň členy jednotky Sboru dobrovolných hasičů obce.

## Historie Sboru

### Počátky sboru (1881–1918)
Ve starších dobách o požární bezpečnost pečovaly vždy obecní a městské správy.  Na svůj náklad pořizovaly a provozovaly množství potřebného hasičského vybavení a další prostředky. Snažili se usilovat, aby hasebními pomůckami byl vybaven každý dům. Na vesnicích a ve městech bylo v té době také prováděno pověřenými osobami tzv. “vizitýrování komínů”, jehož účelem bylo předcházet příčinám vzniku požáru. Teprve roku 1876 vešel v platnost zemský zákon o požární policii a požárních řádech. Ten obcím doporučoval zřizování v obcích dobrovolných hasičských sborů. Následujícího roku byl v Mirovicích v soudním okrese mirovickém (pod který Zalužany tehdy patřily) zřízen dobrovolný hasičský sbor.
V Zalužanech se o založení sboru dobrovolných hasičů vážněji diskutovalo a uvažovalo roku 1878 po ukázkovém zájezdu mirovického požárního sboru do Zalužan. Během této ukázky byly předvedeny ukázky hasičského výcviku a protipožárního zásahu.  Zalužany byly v té době známy jakožto nejpokrokovější obec v okrese. Například díky výstavbě klasicistně založeného kostela na návsi.  O založení hasičského sboru v Zalužanech se zasloužil tehdejší starosta obce Josef Soukeník a členové obecního zastupitelstva. Dne 21. listopadu 1881 se konala schůze zalužanského občanstva, při níž se za zakládající členy sboru přihlásilo 35 zalužanských občanů.  Ještě téhož roku bylo sborem vyjednáno převzetí a používání panské stříkačky s tím že případné poškození a následné opravy stříkačky si bude sbor hradit sám. Jednalo se o starší požární stroj vydávající přerušovaný proud vody, zvaný “prskavka”. Ten později zalužanskému sboru sloužil více než 50 dalších let, a to až do roku 1935. 

Zalužanský požární sbor prokázal své výcvikové dovednosti při svém prvním zásahu 7. srpna 1882 při požáru v Chrašticích, který byl pochválen i příbramským deníkem Horymír. V té době byla ve vesnici vysoká požárnost kvůli dřevěným stavbám a doškové krytině. Mezi lety 1882 a 1908 zasahoval sbor v Zalužanech při 19 požárech. Z výtěžků hasičských plesů, peněžních darů soukromníků a pojišťoven a pravidelných příspěvků mirovického okresního výboru byla postupně nakupována a doplňována požární technika, výzbroj a výstroj. Do konce roku 1886 bylo hasičské nářadí oceněno na 354 zlatých. Dále díky menším příspěvkům od sboru si většina členů pořídila vycházkový plátěný oblek. 

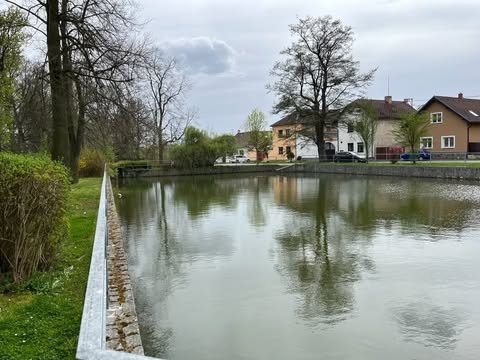
Hasičská nádrž na návsi v roce 2025

Dne 10. července 1887 se Zalužanský požární sbor zúčastnil velkolepého sjezdu hasičské župy v Mirovicích, kde si vedl velice dobře. Z 17 přítomných sborů byly pouze dva vesnické, včetně toho zalužanského. Sjezdu se zúčastnilo celkem 287 krojovaných hasičů z různých míst, včetně Příbrami, Rožmitálu, Hvožďan, Sedlice, Strakonic, Horažďovic a Zdíkova. Myšlenka na pořízení spolkového praporu vznikla mezi zalužanskými požárníky pravděpodobně po zhlédnutí praporů jiných sborů na sjezdu. Z výtěžků plesů a jiných podniků a sbírek mezi občany získal sbor dostatek prostředků, aby mohl objednat a zaplatit vyšití praporu, který byl dodán v květnu 1888 a slavnostně posvěcen v červnu téhož roku. Počátkem 90. let 19. století došlo v obci k vážným třídním sporům mezi starousedlými sedláky a narůstající vrstvou domkařů a podruhů, což ovlivnilo i fungování požárního sboru a čtenářsko-ochotnického spolku. V té době se začaly formovat také politické strany, což situaci dále komplikovalo. V roce 1898 byly soudní okresy mirovický, březnický a část blatenského vyčleněny z dosavadní hasičské župy a vytvořena nová, samostatná župa bozeň. První sjezd nové župy se konal ještě téhož roku v Tochovicích, druhý sjezd pak v Zalužanech v roce 1899. Zalužanský sbor zde opět prokázal svou vysokou úroveň provedením perfektního požárního útoku na dům čp. 66. Činnost sboru se v následujících letech pohybovala na stabilní úrovni. V roce 1903 byla v Zalužanech uspořádána první hasičská župní škola s účastí 40 požárníků. Oslavy 25. výročí trvání sboru v roce 1907 se zúčastnilo 12 zakládajících členů, kterým byly uděleny pamětní medaile císařem Františkem Josefem I.  
Mezi roky 1899 a 1914 činnost sboru probíhala uspokojivě, a to navzdory nejnutnějším opravám zastaralé stříkačky a dalším potřebám. Sbor se pravidelně účastnil župních sjezdů a okrskových cvičení. Požárnost v obci a okolí zůstávala velmi vysoká, sbor zasahoval při 83 požárech v letech 1882–1914, z toho 29 v samotných Zalužanech. Největší požár postihl obec v roce 1893, způsobil škodu odhadovanou na 12 000 zlatých. Činnost sboru během první světové války téměř ustala, jelikož většina mladších členů byla povolána do vojenské služby. Přesto bylo pozoruhodné, že v Zalužanech a okolních obcích během válečného období nedošlo téměř k žádným požárům.

### Období mezi dvěma světovými válkami (1918-1945)
Po ukončení bojů první světové války a vyhlášení samostatného Československého státu 28. října 1918 se navrátila většina členů požárního sboru zpět do Zalužan. V červenci roku 1920 došlo k zasedání valné hromady a k volbě nového vedení sboru. Téhož roku se začalo opětovně pravidelně cvičit. Mezi lety 1923 až 1926 se staly předmětem veřejného zájmu občanů Zalužan tři důležité záležitosti. První z nich bylo zavést elektické vedení v obci. Dále pořízení památníku obětem obětem první světové války a příprava provádění pozemkové reformy. 
Ke slavnostnímu odhalení pomníku došlo roku 1924. Tato akce zaktivizovala sbor po téměř roční stagnaci, kdy se téměř uvažovalo o jeho rozpuštění. Jedním důvodem proč k oné stagnaci došlo, byl nemožný stav starého požárního stroje, ale nejen onoho stroje ale i výzbroje a výstroje. Sbor na tom byl po finanční stránce tak mizerně, že roku 1927 musel nákup 20 metrů nových hadic a dvoumetrové savice financovat sám předseda sboru ze svých peněz. Ke zlepšení situace došlo roku 1930, kdy se začalo plně cvičit a téhož roku se sbor zúčastnil veřejných cvičení ve Zlákovicích. Na náklady obce došlo k výstavbě nového hasičského skladiště u horního rybníka na návsi v Zalužanech. 

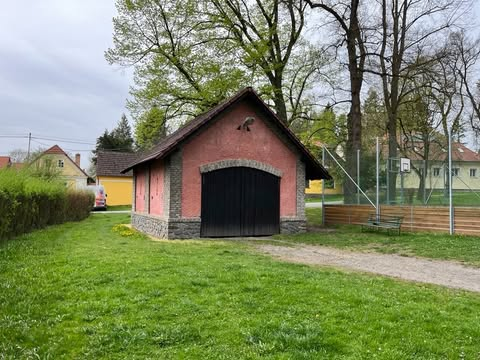
Budova staré hasičárny na návsi v roce 2025

V jubilejním roce 1931 obec zařadila do svého rozpočtu částku ve výši 2000 korun československých. Tyto peníze měly sloužit na nákup požární techniky a vytvoření fondu na nákup nové motorové stříkačky. Do sboru vstoupila řada nových aktivních členů a i členů kteří přispívali. Roku 1935 hlasovalo obecní zastupitelstvo Zalužan o zakoupení nové stříkačky sedmi hlasy ku čtyřem. Ještě téhož roku si obec vyžádala nabídky na dodání stříkačky od společnosti bratrů Sigmundů z Lutína a od firmy Stratílek z Vysokého mýta a od firmy BOH. Mára z Tábora.V červnu roku 1935 byl stroj podle tehdejších zvyků posvěcen a následně předán obcí k užívání a ochrany veliteli hasičského sboru. Z darů, z výtěžků ze slavnosti a z podpory čtyřmi tisíci korunami ze zemského hasičského fondu se mohlo na dluh který činil 10 000 Kčs téhož roku složit 8000 Kč. V politicky neklidném roce 1938 se sbor zúčastnil v létě okrskových veřejných cvičení v Letech, Horosedlech a Nerestcích.

### Od osvobození do jubilejního roku (1945-1981)
Temná válečná léta 1939 až 1945 si vyžádala v Zalužanech 5 lidských životů. Toto období přineslo Zalužanům ke svému konci velmi těžkou zkoušku, jelikož nedělního dopoledne 29. dubna 1945 byla na obec spuštěna palba anglicko-americkými hloubkovými letouny. Cílem letounů byla vojenská a uprchlická kolona, která již několik dní přeplňovala státní silnice. Shazování bomb v obci způsobilo nemalé škody a čtyři požáry. Po obnovení činnosti požárnické organizace v Zalužanech na konci roku 1945 se 23. prosince uskutečnila valná hromada, které se zúčastnilo 18 činných a 7 přispívajících členů. Bylo vzpomenuto na zemřelé členy a zhodnocena činnost organizace za poslední tři roky. Projednány byly zásahy u požárů v Zalužanech a Kozárovicích a také rozhodnuto o pořádání prvního poválečného hasičského plesu. Bylo též uvedeno, že požární technika je ve špatném stavu, zejména hadice, které byly poškozené během náletu, a pokladna obsahovala jenom 585 znehodnocených poválečných korun.  
Později se hlasováním členů sboru dostal na místo velitele družstva Bohumil Koňas. Nově zvolený velitel byl pro svou myšlenku požární ochrany velice zapálený, schopný a obětavý. Po další léta byl odpovědnou duší sboru. Výborný finanční výtěžek z plesu se ziskem 4347 korun československých umožnil postupné doplňování výzbroje a výstroje a na opravu dopravního požárního vozidla. Dne 1. července 1960 byly Zalužany připojeny k Příbramskému okresu. Další obrat k lepšímu v aktivitě sboru nastal roku 1969, kdy do sboru vstoupilo 5 nových mladých členů. V roce 1970 byl strojní park sboru doplněn o nový požární stroj PS 12 s kompletní výzbrojí a provedena generální oprava dopravního vozidla Tatra 805. V roce 1972 bylo požární družstvo vybaveno novými vycházkovými obleky a výstrojí za 4565 Kč. V letech 1960–1969 byl výskyt požárů v Zalužanech a okolí nízký, ale v roce 1970 sbor zasahoval u požáru stohu JZD, v roce 1972 u požáru stavení Josefa Tuháčka, v roce 1973 při požáru skladu JZD a v dalších letech při požárech obytných stavení, lesa a polí.  
Mnoho let trvající potíž se stísněným a velmi nevyhovujícím požárním skladištěm byla odstraněna roku 1979. Sbor se totiž s celou svojí výbavou mohl nastěhovat do nové požární zbrojnice na kterou se myslelo při výstavbě nového a víceúčelového domu obecního úřadu. Roku 1981 slavil sbor své sté výročí od založení.

### Od jubilea do současnosti (1981-2025)

#### Přístavba požární zbrojnice
Roku 2007 přistavěli hasiči vlastními silami část požární zbrojnice pro CAS T148.

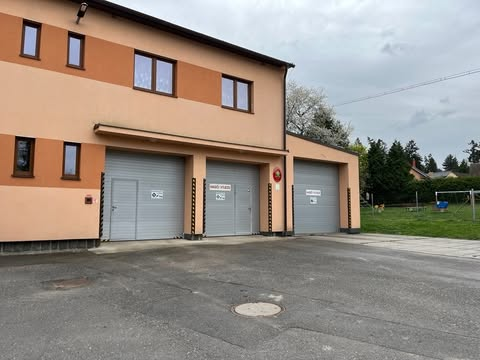
Současná podoba hasičárny (2025)

#### Vlastní přestavba T148
Před lety měl náš sbor k dispozici CAS Aqua Š 706, kterou prodal však prodal za 120 000 tisíc korun. Jakožto její náhrada byla zakoupena CAS T 148 za 70 tisíc korun. Tu sbor opravil a rok mu sloužila ve výjezdech. Sbor již nějakou dobu měl na ministerstvu žádost o nové vozidlo, a tak se na i tuto žádost dostalo. Bezúplatným převodem získal sbor další Tatru 148. Stávající byla prodána SDH Březí na Moravě za 300 00 korun. Za tyto prostředky se sbor rozhodl provézt celkovou její přestavbu. Přestavba vozidla zabrala orientačně hasičům 4500 – 5000 hodin.

#### Předání CAS SCANIA

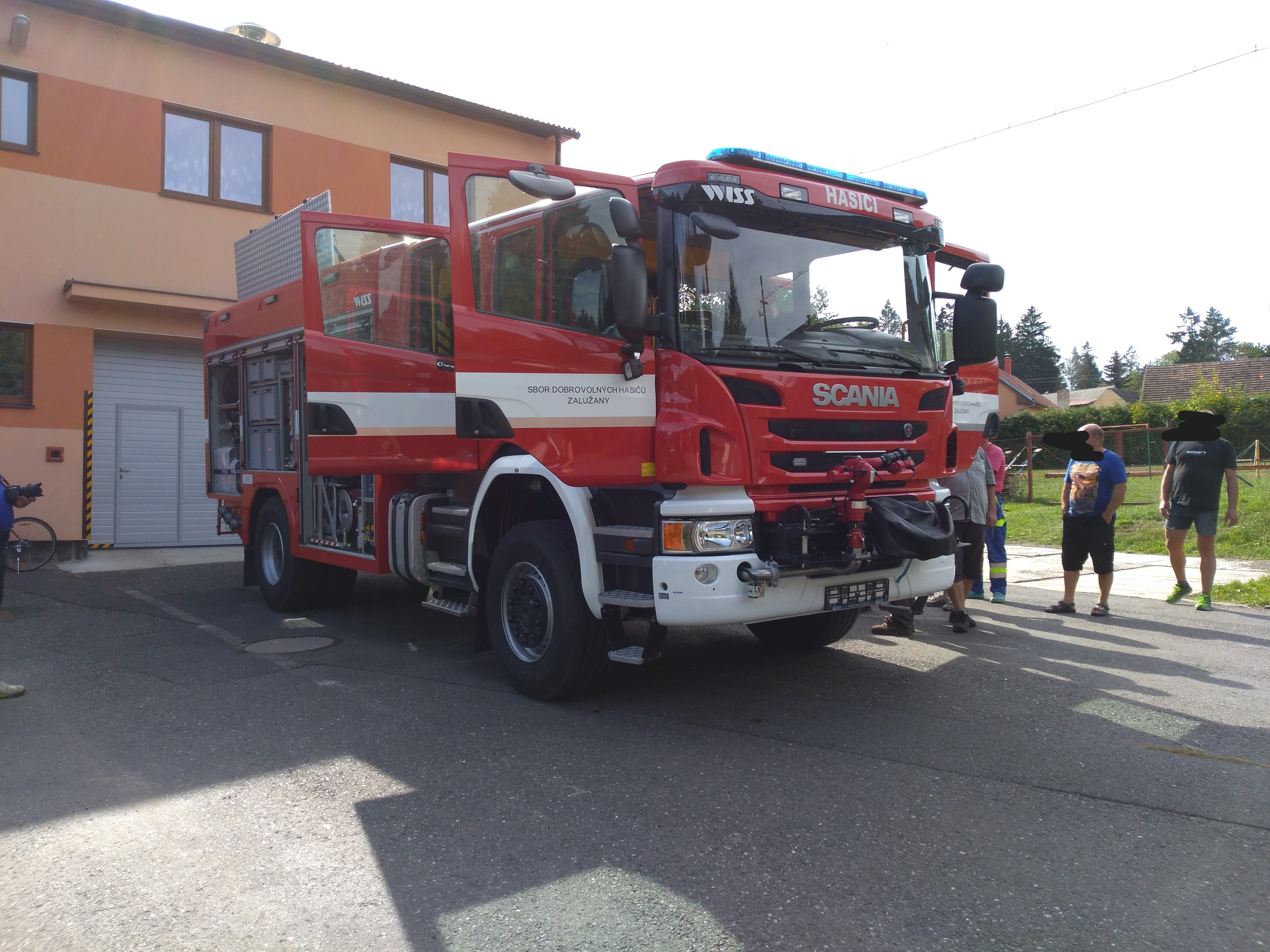
Nová CAS Scania ještě před slavnostním převzetím v roce 2018

Nová CAS byla pro sbor dobrovolných hasičů pořízena obcí Zalužany. CAS SCANIA byla obci dodána společností WISS Czech za 6 488 746 korun. Slavnostní předání tohoto vozidla proběhlo v sobotu dne 13. října 2018 u hasičárny a obecního úřadu v Zalužanech. Na slavnost dorazili i zástupci okolních hasičských sborů s několika novými vozidly.   
Po proslovech a slavnostním předání vozidla následoval přesun ke kostelu, kde následovala mše a následné požehnání vozidla. Následně se průvod vrátil zpět k OÚ. Nemohly chybět ani ukázky nové cisterny.   
Při této akci došlo zároveň i k rozloučením se se starou T148.

#### Převzetí nového zásahového vozidla CAS SCANIA – Kronika MH
Dne 13. října roku 2018 se udála nejen pro hasičský sbor velice významná událost. Touto významnou událostí bylo přijetí a následně tradiční křtění nového zásahového vozu CAS SCANIA. O 12. hodině se sjeli zástupci sborů z okolních měst a vesnic. Dále například reportéři z příbramské televize a mnoho dalších lidí. K oné události došlo před budovou obecního úřadu v Zalužanech. První významnou částí bylo slavnostní přijetí klíčů od nového stroje. Toto trvalo přibližně 30 minut. Následoval přesun ke kostelu sv. Karla Boromejského na návsi a tradičnímu křtu. Ceremoniál trval cirka hodinu. Následoval návrat zpět k obecnímu úřadu. Návštěvníci měli možnost projížďky hasičským vozidlem.

## Jednotka sboru dobrovolných hasičů Zalužany
Jednotka sboru dobrovolných hasičů Zalužany spadá do kategorie jednotek požární ochrany III. třídy. To znamená, že musí být schopná výjezdu do 10 minut od vyhlášení poplachu. Konkrétně v případě Zalužanské jednotky je průměrný čas výjezdu 4 minuty. Členové jednotky prošli týdenním kurzem vyprošťování raněných osob z aut a dále kurz poskytování potřebné předlékařské první pomoci. Odborná příprava je každý rok opakována. Výjezdová jednotka Sboru dobrovolných hasičů Zalužany je součástí integrovaného záchranného systému Středočeského kraje a zasahuje i mimo území svého zřizovatele. K vyhlašování poplachu a svolávání členů užívá systému Fireport, jež rozesílá SMS zprávy a tiskne příkaz k výjezdu a podrobnými a potřebnými informacemi o události. Členové jednotky podstupují pravidelné lékařské prohlídky a prokazují odbornou způsobilost a jsou vyškolováni pro práci s dýchací technikou. Strojníci musí vlastnit průkaz s oprávněním řízení vozidel s právem přednosti jízdy.

## Technika
Technika Jednotky sboru dobrovolných hasičů obsahuje dvě zásahová vozidla cisternová automobilová stříkačka SCANIA (dále CAS SCANIA a technický automobil ISUZU (dále TA ISUZU).

### CAS SCANIA

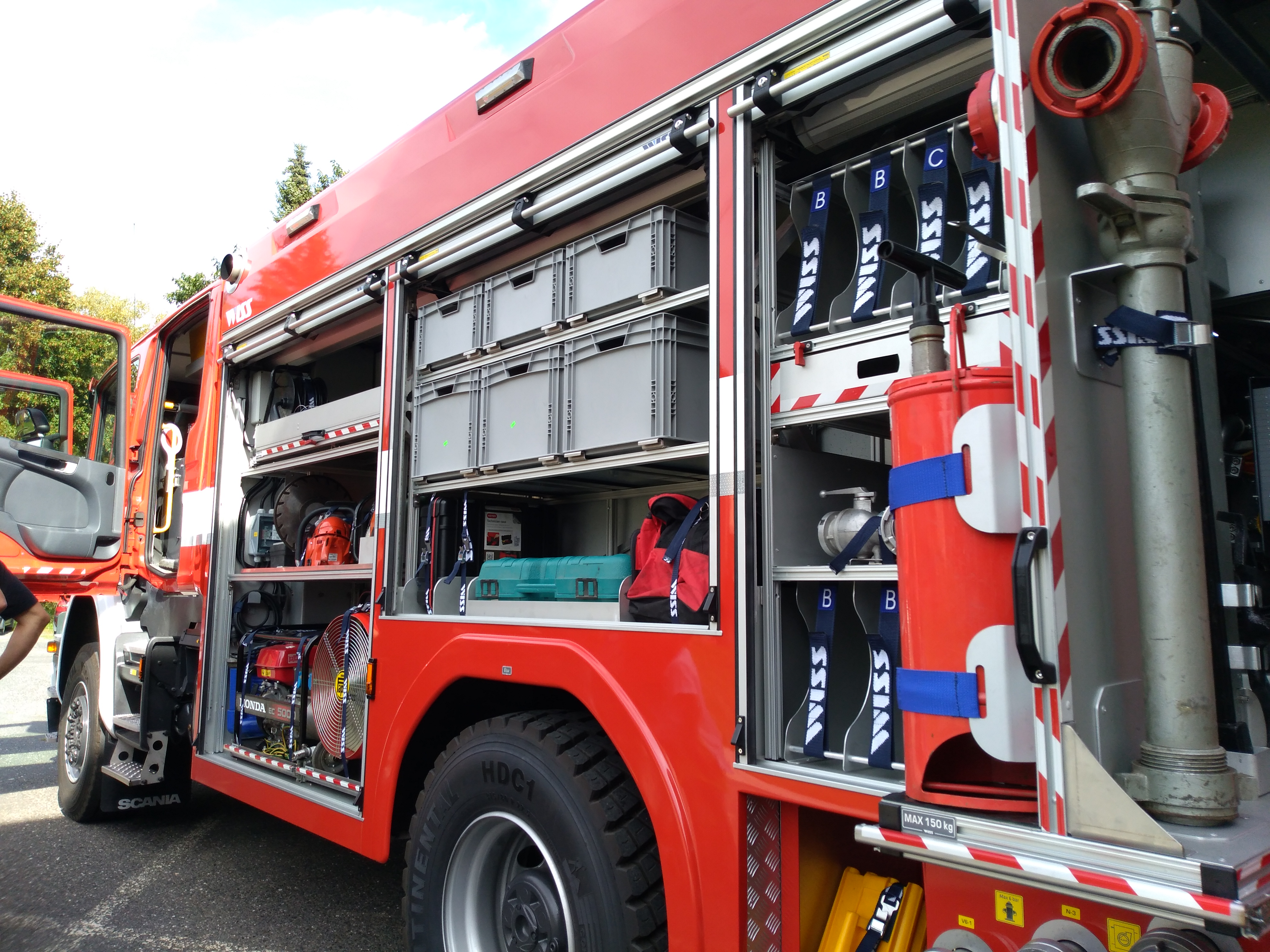
Výbava CAS Scania

Označení vozidla: CAS 20/4000/240 - S2R  
Počáteční zkratka CAS znamená → cisternová automobilová stříkačka  
První číslo 20 označuje maximální výkon čerpadla v hektolitrech za minutu → 20 hl za min nebo 2000 litrů za minutu.  
Druhé číslo 4000 označuje objem nádrže s vodou → tedy 4000 litrů vody  
Třetí číslo 240 označuje množství hasícího pěnidla → 240 litrů pěnidla  
S – jest označení pro hmotnostní třídu vozidla → těžká technika, převyšujíc 16 tun  
2 – u zásahových automobilů rozlišujeme 3 typy podvozku → 2 je označení smíšeného typu podvozku hodícího se pro zásahy v terénu, a i v zastavěných oblastech například ve městech  
R – označuje rozsah příslušenství, jímž disponuje dané vozidlo → v případě tohoto vozidla se jedná o redukovanou výbavu. Přesné vybavení udává vyhláška a vnitřní předpisy Sboru.

### TA ISUZU
Označení vozidla: TA L2R  
Počáteční zkratka TA znamená → technický automobil  
L – je označení pro hmotnostní třídu vozidla → lehká technika, nepřevyšující 7,5 tuny  
2 – jest označení smíšeného typu podvozku vhodného jak do terénních zásahů, tak i do zastavěných oblastí  
R – označuje rozsah příslušenství, kterým dané vozidlo disponuje → v případě tohoto vozidla se jedná o redukovanou výbavu. Přesné vybavení udává vyhláška a vnitřní předpisy Sboru. 
Dále toto vozidlo disponuje nádrží o objemu 180 litrů vody, dvěma hasicími přístroji s oxidem uhličitým a práškovým hasicím přístrojem. Tento technický automobil si Sbor přestavěl vlastnoručně.

## Družstva požárního sportu
Sportovní týmy mužů a žen SDH Zalužany se především zaměřují na Brdskou ligu, které se již mnoho let pravidelně účastní. Kromě toho se zalužanská družstva zapojují i do okrskové soutěže a někteří členové a členky úspěšně zastupují Zalužany v prestižním závodu Běhu hasičů do Svatohorských schodů, kde také dosahují výborných výsledků.

## Mladí hasiči
V roce 2011 založili Pavel Hájek st. a Tomáš Pechar kolektiv mladých hasičů s cíli aktivně zapojit děti do hasičského kolektivu a podpořit jejich disciplínu, odolnost a také socializaci. Vedoucí procházejí školením zahrnujícím pedagogiku, psychologii, první pomoc a hasičský výcvik. Kolektiv se pravidelně účastní hry Plamen a má tři soutěžní družstva – mladší, starší a dorostence. Schůzky probíhají celoročně jednou týdně, obvykle o víkendu. Přihlásit se mohou děti od 6 do 14 let, mladší děti mohou docházet s rodiči.

## Další činnost
Valná hromada Sboru dobrovolných hasičů je shromážděním členů, kde se projednávají záležitosti týkající se fungování sboru.
K funkcím valné hromady patří:
- Volby vedení: Členové sboru volí nebo potvrzují vedení, například starostu SDH, velitele či členy výboru.
- Schvalování plánů a rozpočtu: Na valné hromadě se projednává a schvaluje plán činnosti sboru na další období a rozpočet.
- Změny stanov: Pokud je třeba měnit stanovy nebo pravidla fungování, rozhoduje o tom právě valná hromada.
- Hodnocení činnosti: Shrnuje se činnost sboru za uplynulé období, hodnotí se výsledky a případně navrhují změny.
- Projednávání návrhů: Členové mají možnost předkládat vlastní návrhy, které se týkají fungování sboru.
- Zpráva o hospodaření: Členové sboru jsou seznámeni s finančním hospodařením za uplynulý rok.[12]